# Izabela Kastiljska, aragonska kraljica
Izabela Kastiljska bila je kći kralja Sanča IV. Kastiljskoga i njegove supruge Marije de Moline, a rođena je u Toru kao najstarija kći.
Dana 1. prosinca 1291., Izabela je postala prvom suprugom kralja Jakova II. Aragonskog; brakom je Izabela bila kraljica Aragonije i Sicilije. Međutim, Jakov nikada nije imao spolne odnose sa Izabelom te je brak poništen poslije smrti Sanča IV. Jakov se potom oženio Blankom.
Godine 1310., Izabela se udala za Ivana III. Bretonskog, kojem nije rodila djecu.